# Huszjar Zibari
Huszjar Mahmud Muhammad Zibari, arab. هوشيار محمود محمد زيباري, kurd. Hişyar Mehmûd Mihemed Zêbarî (ur. 1953) – polityk iracki narodowości kurdyjskiej, minister spraw zagranicznych Iraku od 2003 do 2014. Działał w opozycji wobec rządów Saddama Husajna. Studiował w Anglii socjologię (na University of Essex), w latach 90. był emigracyjnym rzecznikiem Kurdyjskiej Partii Demokratycznej. We wrześniu 2003 został ministrem spraw zagranicznych w rządzie Tymczasowej Irackiej Rady Zarządzającej; zachował to stanowisko w tymczasowym rządzie Ijada Allawiego (od czerwca 2004), a następnie w rządach Ibrahima al-Dżafariego i Nurego al-Malikiego.